# Студенок (Чугуївський район)
Студено́к — село в Україні, у Чкаловській селищній громаді Чугуївського району Харківської області. Населення становить 18 осіб. До 2016 орган місцевого самоврядування — Іванівська сільська рада.

## Географія
Село Студенок розташоване на лівому березі річки Вовчий Яр. Вище за течією на відстані 2 км розташоване село Іванівка, нижче за течією на відстані 4,5 км — село Вовчий Яр (Балаклійський район). На річці зроблена загата. Біля села розташований ентомологічний заказник «Студенок».

## Історія
12 червня 2020 року, відповідно до Розпорядження Кабінету Міністрів України № 725-р «Про визначення адміністративних центрів та затвердження територій територіальних громад Харківської області», увійшло до складу Чкаловської селищної громади.
19 липня 2020 року, в результаті адміністративно-територіальної реформи та ліквідації Чугуївського району, село увійшло до складу новоствореного Чугуївського району Харківської області.

## Населення

### Мова
Розподіл населення за рідною мовою за даними перепису 2001 року:
| Мова       | Кількість | Відсоток |
| ---------- | --------- | -------- |
| українська | 21        | 87.5%    |
| російська  | 3         | 12.5%    |
| Усього     | 24        | 100%     |